# علی قاقرین
علی قاقرین (به انگلیسی: Ali Gagarin؛ ۱ آوریل ۱۹۴۹ – ۱۲ فوریهٔ ۲۰۲۵) بازیکن فوتبال اهل سودان بود.
از جمله باشگاه‌هایی که وی در آن‌ها بازی کرده، می‌توان به باشگاه فوتبال النصر عربستان سعودی و باشگاه فوتبال الهلال ام درمان اشاره کرد.
وی در تیم ملی فوتبال سودان نیز سابقهٔ بازی داشته‌است.
قاقرین در ۱۲ فوریهٔ ۲۰۲۵، در سن ۷۵ سالگی درگذشت.